# Frank Rommel
Frank Rommel (Suhl, 30 de julio de 1984) es un deportista alemán que compitió en skeleton.
Ganó siete medallas en el Campeonato Mundial de Skeleton entre los años 2008 y 2013, y cuatro medallas en el Campeonato Mundial de Skeleton entre los años 2006 y 2014.

## Palmarés internacional
| Campeonato Mundial | Campeonato Mundial           | Campeonato Mundial | Campeonato Mundial |
| Año                | Lugar                        | Medalla            | Prueba             |
| ------------------ | ---------------------------- | ------------------ | ------------------ |
| 2008               | Altenberg (Alemania)         | Medalla de bronce  | Individual         |
| 2009               | Lake Placid (Estados Unidos) | Medalla de oro     | Equipo mixto       |
| 2011               | Königssee (Alemania)         | Medalla de plata   | Equipo mixto       |
| 2011               | Königssee (Alemania)         | Medalla de bronce  | Individual         |
| 2012               | Lake Placid (Estados Unidos) | Medalla de plata   | Individual         |
| 2012               | Lake Placid (Estados Unidos) | Medalla de plata   | Equipo mixto       |
| 2013               | Sankt Moritz (Suiza)         | Medalla de plata   | Equipo mixto       |
| Campeonato Europeo |                              |                    |                    |
| Año                | Lugar                        | Medalla            | Prueba             |
| 2006               | Sankt Moritz (Suiza)         | Medalla de plata   | Individual         |
| 2009               | Sankt Moritz (Suiza)         | Medalla de oro     | Individual         |
| 2010               | Igls (Austria)               | Medalla de plata   | Individual         |
| 2014               | Königssee (Alemania)         | Medalla de bronce  | Individual         |